# Blek narrkantarell
Blek narrkantarell (Hygrophoropsis pallida) är en svampart som först beskrevs av Peck, och fick sitt nu gällande namn av Kreisel 1960. Blek narrkantarell ingår i släktet Hygrophoropsis och familjen Hygrophoropsidaceae.  Arten är reproducerande i Sverige. Inga underarter finns listade i Catalogue of Life.